# Conistra cruda
Conistra cruda là một loài bướm đêm trong họ Noctuidae.